# Гэба
Гэба (наси: ggo baw) — слоговое письмо для передачи языка наси, на котором оно называется ¹Ggo¹baw («гэба» — условная передача этого названия в китайском языке, 哥巴).
Некоторые знаки напоминают письменность и, другие представляют собой адаптированные китайские иероглифы.
Гэба используется только для транскрипции мантр, им записано лишь небольшое число текстов. Также иногда используется вперемешку с пиктографическим письмом дунба для пояснения знаков последнего.